# Фёрлонг, Тайг
Тайг Фёрлонг (англ. Tadhg Furlong, родился 14 ноября 1992 года в Уэксфорде) — ирландский регбист, выступающий на позиции столба за команду «Ленстер» и сборную Ирландии.

## Игровая карьера

### Клубная
Учился в колледже Святого Августина и Божией Матери Доброго совета в Нью-Россе и Городском университете Дублина. Выступал на любительском уровне за «Нью-Росс» и «Клонтарф», в профессиональном регби дебютировал в ноябре 2013 года за клуб «Ленстер» в игре против «Дрэгонс». В сезоне 2013/2014 в составе второго состава команды выиграл Британский и ирландский кубок. С сезона 2014/2015 стал игроком основного состава, отметившись победой в Про14 сезонов 2017/2018 и 2018/2019, а также выигранным Кубком европейских чемпионов 2017/2018.

### В сборной

#### Ирландия
29 августа 2015 года Фёрлонг дебютировал в так называемом разминочном матче за сборную Ирландии против Уэльса перед началом чемпионата мира в Англии. 1 сентября 2015 года Фёрлонг попал в заявку Ирландии на турнир. На турнире он сыграл матч против Румынии, а ирландцы вышли в четвертьфинал.
В ноябре 2016 года Фёрлонг провёл несколько осенних встреч в составе сборной, в том числе и исторический матч 15 ноября, в котором ирландцы впервые обыграли Новую Зеландию. В составе сборной Ирландии он играл на Кубках шести наций 2017 и 2018 годов, выиграв последний и завоевав со сборной Ирландии «Большой шлем». Участвовал в Кубке мира 2019 года, занёс по одной попытке в ворота Шотландии и Самоа.

#### Львы
В 2017 году Уоррен Гатленд пригласил Фёрлонга в команду «Британские и ирландские львы» на турне по Новой Зеландии, сыграв все три тест-матча и выйдя в стартовом составе.

## Достижения
- Чемпион Про14: 2018, 2019
- Обладатель Кубка европейских чемпионов: 2018
- Чемпион Кубка шести наций: 2018 (обладатель Большого шлема и Тройной короны)[16]

## Личная жизнь
Родом из крестьянской семьи, проживавшей в приходе Хорсвуд (графство Уэксфорд, Республика Ирландия). Согласно словам диетолога «Ленстера» Дэниела Дэви, Тайг — гурман, который особенно любит картофель, съедая от 6 до 10 картофелин в день (особенно накануне игры).